# Анконская марка
Анконская марка (итал. Marca anconitana или Marca anconetana, или Marca d’Ancona) — историческая провинция Италии, располагавшаяся на адриатическом побережье между Романьей на севере и герцогством Сполето на юге. Примерно соответствует современной итальянской области Марке, название которой является сокращением итальянского marche di Ancona.

## История

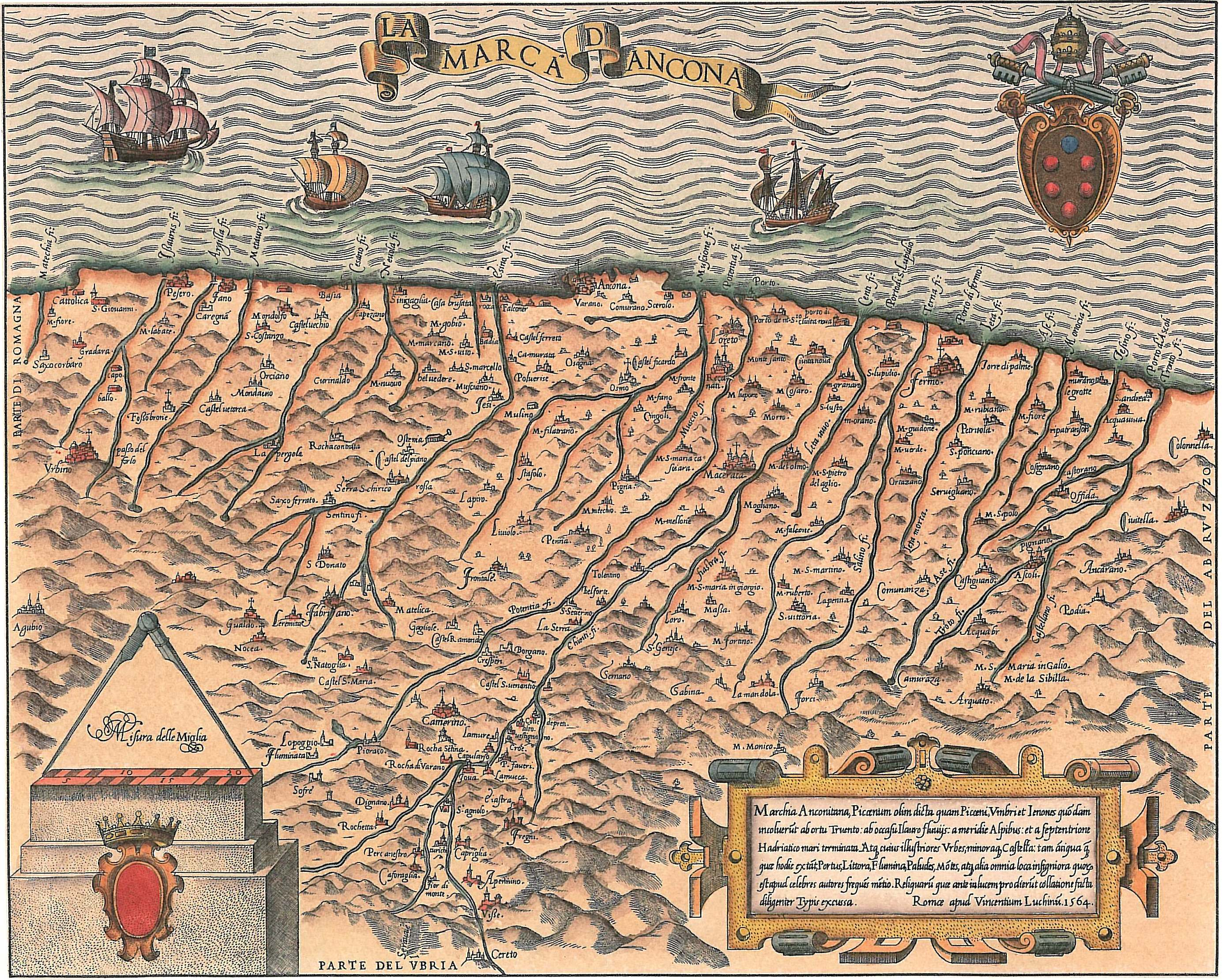
Анконская марка. Винченцо Лукино, 1564

Территория Анконской марки включала оба прежних византийских Пентаполя, а также Фермийскую марку (ит.), и с середины X века находилась под властью германских императоров. Резиденция наместника, носившего титул маркграфа, находилась в Анконе. Постепенно город Анкона добился фактической самостоятельности, образовав республику, а власть наместника стала номинальной.
По договору в Нейссе 8 июня 1201 года Оттон IV Брауншвейгский, в обмен на признание в качестве императора, уступил эту область вместе со Сполето, Романьей и рядом других территорий в Средней Италии папе Иннокентию III. Таким образом границы папского государства были впервые юридически оформлены.
В 1210 году Иннокентий III разделил папскую область на четыре провинции, одной из которых стала Анконская марка. Власть папы также была скорее теоретической, чем реальной, и проявлялась в основном в сборе ежегодной подати с местных общин. Анкона, именем которой была названа марка, признавала только номинальный сюзеренитет понтифика, поэтому резиденцией папского наместника (ректора) стал Фермо.
Эгидиевы конституции, изданные в 1357 году в Фано кардиналом Хилем Альборносом, подтвердили границы Анконской марки. Согласно этому тексту, важнейшими городами провинции были Анкона, Урбино, Камерино, Фермо и Асколи, к менее значительным были отнесены Пезаро, Фано, Фоссомброне , Кальи, Фабриано, Джези, Реканати, Сан-Северино и Мачерата.
К тому времени во многих городах Анконской марки, также как в соседней Романье, уже обосновались мелкие сеньоры из числа окрестных феодалов, к которым позднее добавились удачливые кондотьеры, сумевшие выкроить для себя небольшие сеньории. К примеру, Урбино находился под властью рода Монтефельтро, а Камерино стал гнездом семьи Варано. Папская область пребывала в состоянии анархии, конец которой положил Альборнос, проведя ряд успешных кампаний против местных властителей (Малатеста, Орделаффи и других), которые сохранили свои владения, но признали власть Святого Престола.
В XV веке из-за выступлений в Фермо против папской власти административный центр провинции пришлось перенести в Мачерату. Положение начало меняться в конце этого столетия. Военные кампании Чезаре Борджа, а затем папы Юлия II, позволили очистить значительный район Папской области от мелких тиранов и подчинить эти земли Риму. Анконская республика была ликвидирована в 1532 году, последнее независимое владение, герцогство Урбино, было присоединено к Риму после пресечения династии Делла Ровере в 1631 году.